# Lasioglossum eomontanum
Lasioglossum eomontanum är en biart som beskrevs av Ebmer 2006. Lasioglossum eomontanum ingår i släktet smalbin, och familjen vägbin. Inga underarter finns listade i Catalogue of Life.